# Guitar Hero II
Guitar Hero II es un videojuego de música y secuela de Guitar Hero. Fue lanzado para PlayStation 2 en noviembre de 2006 y después para Xbox 360 en abril de 2007 con contenido adicional no publicado originalmente en la versión de PlayStation 2.

## Sistema del juego

### Principal
Las reglas del juego son las mismas que la primera entrega. El jugador deberá acertar cada nota que aparezca deslizándose con el botón determinado y así formar la melodía del instrumento que se use. Si no se respeta esto perderá la canción.

### Controles
En el juego se puede usar un control con forma de guitarra el cual tiene cinco botones en el mástil (que simulan ser los trastes de la guitarra) para presionar y acertar las notas al mismo tiempo donde aparecen. También se puede utilizar el control estándar de la consola pero en este no se incluirá el modo del rasgueo y únicamente se deberán presionar los botones correctos.

### Dificultades
- Fácil: Solo aparecen tres botones (los tres primeros) disponibles para presionar y las notas se deslizan demasiado lento y no hay tantas notas que apretar.
- Medio: Se activa el botón azul, lo que subirá la dificultad. También las notas se deslizarán con algo de más velocidad y aparecen más para acertar. Es el modo más recomendado ya que es el modo del medio.
- Difícil: Desde ahora se activan todos los botones del mástil y aparecerán gran cantidad de notas más que las dificultades anteriores. Desde esta dificultad ya es difícil acostumbrarse a diferencia de las anteriores si se va practicando dificultad por dificultad.
- Experto: Es el último nivel de dificultad. No se activa ningún botón pero aparecerán más notas a cuales tendrás que acertar y el medidor bajará aún más si se le erra una nota. Las notas se deslizarán más rápido para tratar de confundir al jugador.

### Perder el juego
Mientras se esté jugando se podrá encontrar un medidor en la pantalla que indica las probabilidades de perder una canción. Si el medidor está en verde significa que al jugador le va muy bien en la canción. Luego si el medidor queda en amarillo significa que el jugador le va bien en la canción aunque no lo suficiente porque esta más cerca de perder. Si el medidor está en rojo quiere decir que el jugador no está jugando bien la partida. El medidor puede llegar a 0% y hacerte perder viendo a un público enojado en la animación del juego. Una vez que pierdas la canción tendrás oportunidades ilimitadas para volver a intentar la canción desde el principio.
Lo que obliga al medidor de bajar el porcentaje es no presionar el botón cuando se debe darle a una nota y cuando se aprietan notas de más sin que haya alguna nota a cual acertar.

## Modos de juego

### Carrera
El modo principal del juego. En este modo se podrán desbloquear más de 30 canciones completando los ocho niveles. Cada vez que se completa un nivel (que incluye 5 canciones y 6 en la versión de Xbox 360) se desbloqueará otro nivel que incluye la misma cantidad de canciones que el anterior, un nuevo escenario que deberá ser donde se juegue la canción. En cada nivel aparece el "Encore", una última canción que se deberá completar antes de atravesar hacia el otro nivel. Se ganará dinero cada vez que se gane una nueva estrella en una canción para comprar en la tienda personajes, trajes para cada uno, canciones, guitarras para los personajes y más. 

#### Cantidad de Canciones
En cada dificultad se permite jugar una determinada cantidad de canciones.
- Fácil: 27 canciones para jugar. No sé incluye el "Encore".
- Medio: 40 canciones para jugar. El "Encore" se desbloquea con pasar tres canciones del nivel.
- Difícil: 40 canciones para jugar. El "Encore" se desbloquea completando cada canción del nivel.
- Experto: 40 canciones para jugar. El "Encore" se desbloquea completando cada canción del nivel.

### Quick Play
Es un modo libre. Se puede jugar cada canción que desbloqueaste (sin importar la dificultad en donde las desbloqueaste) en cualquier dificultad. No se permite seleccionar personaje o escenario.

### Práctica
Al igual que Quick Play se permite jugar cualquier canción. La diferencia es que es imposible perder y que se pueden jugar las canciones con algún instrumento rítmico (bajo o guitarra rítmica).